# Марсело Гарраффо
Марсело Гарраффо (ісп. Marcelo Garraffo, 5 вересня 1957) — аргентинський хокеїст на траві.
Учасник Олімпійських Ігор 1976, 1988, 1992 років.
Переможець Панамериканських ігор 1975, 1991 років, срібний призер 1983, 1987 років.